# Bertha von Grab
Bertha Edle von Grab (* 21. Juni 1846 in Prag, Kaisertum Österreich; † 18. Oktober 1907 ebenda) war eine österreichische Landschaftsmalerin der Düsseldorfer Schule.

## Leben

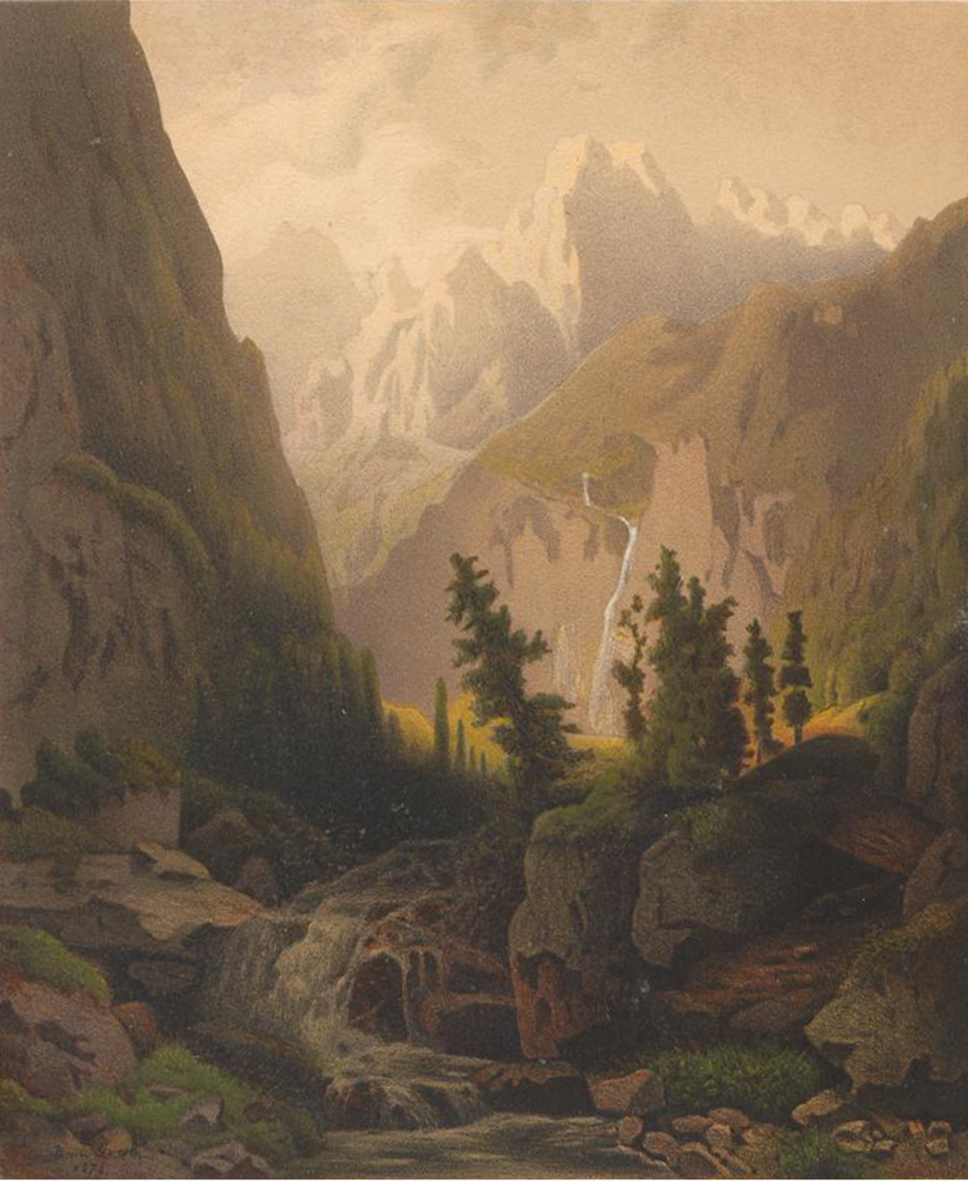
Illustration der Gosau-Schlucht am Weg zum Gosausee, Deutsches Künstler-Album, 1874

Von Grab, die Tochter eines Justizrats, studierte zunächst bei Max Haushofer in Prag die Landschaftsmalerei, nachdem sie bereits von Charlotte Piepenhagen, der Tochter von August Piepenhagen, in der Malerei unterrichtet worden war. 1872 ging sie nach Düsseldorf, wo sie sich im Privatunterricht bei Carl Jungheim weiter vervollkommnete. In Düsseldorf siedelte sie sich dauerhaft an und unternahm von dort Studienreisen in deutsche, österreichische, böhmische und mährische Landschaften. Auf großen deutschen Kunstausstellungen war sie regelmäßig vertreten. In Düsseldorf wohnte sie 1889 in der Immermannstraße 12, im Haus der Witwe Jungheim, in welchem auch der Maler Adam Siepen wohnte.

## Werke (Auswahl)
- Gosausee
- Hintersee mit den Mühlsturzhörnern
- Gaya-Tal (Kyjov) in Mähren
- Waldung bei Spindelmühle (Špindlerův Mlýn) im Riesengebirge
- Sonniger Buchenwald
- Eifellandschaft an der Kyll bei Gerolstein[3]
- Heuboot an einem Steg des Chiemsees